# Chodzież
Chodzież (in tedesco fino al 1878 Chodziesen o Kodschesen; in seguito Colmar o Kolmar i. Posen) è una città polacca del distretto di Chodzież nel voivodato della Grande Polonia.
Ricopre una superficie di 12,77 km² e nel 2004 contava 19 705 abitanti.